# Relacions entre Ruanda i Kenya
Les relacions entre Ruanda i Kenya es refereix a les relacions bilaterals històriques i actuals entre Kenya i Ruanda. Kenya és un soci estratègic de Ruanda en moltes àrees, en particular el comerç, la seguretat (militar), l'educació, l'agricultura i l'energia. Kenya manté una alta comissió a Kigali, mentre que Ruanda manté una a Nairobi.

## Postconflicte
S'estima que hi ha uns 100.000 immigrants ruandesos a Kenya i altres països de la regió dels Grans Llacs d'Àfrica.
Tots dos països han recopilat memoràndums d'entesa en diverses ocasions. assistència tècnica Aquests memoràndu,s involucren cooperatives i el desenvolupament entre els dos països.
La comunitat d'expatriats de Kenya a Ruanda és la més gran entre totes les altres comunitats d'expatriats, en termes de nombres absoluts.

## Visites d'alt nivell

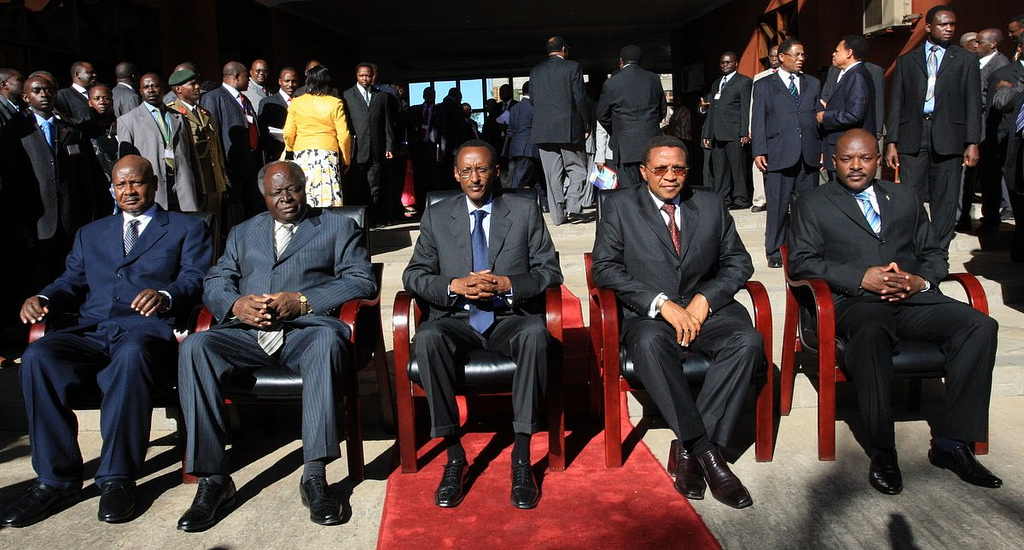
El president Mwai Kibaki (Kenya) amb, d'esquerra a dreta, Presidents Yoweri Museveni (Uganda), Paul Kagame (Ruanda), Jakaya Kikwete de (Tanzània), i Pierre Nkurunziza (Burundi) a una trobada de caps d'estat de la Comunitat de l'Àfrica Oriental

El President Kagame de Ruanda ha fet nombroses visites d'estat a Kenya. El President Uhuru Kenyatta va visitar Kigali en 2014 i es van signar alguns acords de cooperació.

## Comerç
En 2009, Kenya va ser el principal exportador a Ruanda. En 2013, Kenya era el major soci comerciar de Ruanda.
Entre els dos anys, (2009 i 2013), l'Autoritat Portuària de Kenya va manejar prop de 3,5 milions de tonatge de pes mort (DWT) de importacions i exportacions de Ruanda, Burundi i la República Democràtica del Congo. Tres quartes parts d'aquesta mercaderia van passar per Ruanda.

## Inversions
La Rwanda Development Board (RDB) indica que Kenya és el principal inversor i soci comercial de Ruanda. El 8 de setembre de 2014 un total de 1.302 empreses de Kenya s'havia registrat a Ruanda, amb ocupació directa d'aquestes empreses del voltant d'un quart de milió de ruandesos.
Des de 2000 els registres de la RDB afirmen que 55 inversors kenyans van invertir aproximadament 400 milions $ a Ruanda. Altres inversors de Kenya tenien en diversos punts ajudats pel govern de Ruanda prop de 1.000 milions $ de fonts externes en els últims 15 anys.
Les companyies kenyanes més grans de Ruanda solen participar en finances i minoristes. Algunes d'aquestes empreses són el KCB Group, the Equity Bank Group, I&M Holdings Limited i Nakumatt.

## Infraestructures
Els dos països, juntament amb Uganda, estan treballant en la construcció d'un enllaç estàndard de ferrocarril de via que aniria a través de Mombasa-Nairobi-Kampala-Kigali. Van començar les obres a la secció kenyana de la línia de ferrocarril al desembre de 2014. Hi ha hagut propostes perquè el Mombasa-Nairobi-Kampala-Kigali s'expandeixi a una autopista tot el camí.
Kenya també ha estat involucrada en ajudar a Ruanda a explorar el seu potencial d'energia geotèrmica.

## Membre de la Comunitat de l'Àfrica Oriental (EAC)
L'1 de juliol de 2007, Rwanda va esdevenir membre de l'EAC. Rwanda es va unir a la Unió Duanera de l'EAC el 6 de juliol de 2009 i des de llavors ha estat un soci important pel que fa a duanes i la integració comercial.

### Coalició de Voluntat
La COW, que també inclou Sudan del Sud i Uganda, va ser descrit com una entitat amb múltiples pactes comercials, d'immigració i de defensa. Tot i que no és una entitat oficial aquests estats són descrits com els estats que fan progressos més ràpids cap a la integració. El 2014, Kenya, Uganda i Ruanda van presentar un visat de turista únic. El 2015, els tres països també han abolit els permisos de treball per als ciutadans dels tres països.